# Vanadinit
Vanadinitul este un mineral din clasa fosfaților cu anioni străini. 

## Descriere
Cristalizează în sistemul hexagonal, în agregate de culoare alb-gălbuie, portocalie, până la brun. 
A fost descoperit în 1801 de către Andrés Manuel del Río, care a anunțat descoperirea unui nou element (denumit mai târziu vanadiu) în respectivul mineral.